# Константиновка (Ромодановський район)
Константи́новка (рос. Константиновка, ерз. Константиновка) — село у складі Ромодановського району Мордовії, Росія. Адміністративний центр Константиновського сільського поселення.

## Населення
Населення — 380 осіб (2010; 408 у 2002).
Національний склад (станом на 2002 рік):
- росіяни — 83 %